# 乔治·洛佩兹秀
《乔治·洛佩兹秀》（英語：George Lopez）是一部由美国喜剧明星乔治·洛佩兹根据自己的背景创作的情景喜剧。于2002年3月27日在ABC电视台首播，至2007年5月8日，该剧共播出了6季，共120集。在剧中洛佩兹一家是一个居住在洛杉矶的普通西语裔家庭。故事围绕在他们家所发生的趣事展开。

## 人物角色
乔治·爱德华·洛佩兹(George Edward Lopez，由乔治·洛佩兹本人饰演)：洛佩兹家的男主人。是一家飞机零件制造工厂的经理。为人正直，非常注重对子女的教育。爸爸Manny在乔治2岁的时候抛弃了他和他的妈妈，从小便和妈妈Benny相依为命。而妈妈因为被丈夫抛弃而染上抽烟酗酒的恶习而对乔治缺乏关心，因此乔治拥有一个坎坷的童年。而剧中很多笑料也因此而生。
安琪·洛佩兹(Angie Lopez，由Constance Marie饰演)：全名安琪拉·保梅洛·洛佩兹(Angela Palmero Lopez)，乔治的太太，洛佩兹家的女主人。为人贤惠温柔，在高中时曾经是拉拉队员，也是校花之一。爸爸是心脏病医生，所以娘家家境非常富裕。也因此在嫁给穷小子乔治的时候，家人都不看好他们。但安琪不顾别人的眼光，十分支持自己的丈夫。是典型的贤妻良母。
卡门·洛佩兹(Carmen Consuela Lopez，由玛歇娜·卢莎饰演)，洛家的大女儿，长得亭亭玉立。心地善良，但是因为处于青春期所以有点叛逆，而且有时对感情方面缺乏安全感。第六季开始时因为上大学而搬离家中。所以第六季成为非常规演员。
麦克斯·洛佩兹（Max Lopez，由Luis Armand Garcia饰演），全名麦克斯米利安·维克多·罗伯特·魔术强森·洛佩兹(Maximilian Victor Roberto Magic Johnson Lopez)。洛家的小儿子。受乔治的遗传有失读症。和姐姐比起来算是比较听话的一个。因此重男轻女的乔治也比较宠他。暗恋表姐维朗妮卡。